# JoJo Siwa
Joelle Joanie "JoJo" Siwa, född 19 maj 2003 i Omaha i Nebraska, är en amerikansk dansare, sångare, skådespelare och youtuber. 
Siwa blev känd för allmänheten efter att under 2015–2016 ha medverkat i två säsonger av realityserien Dance Moms tillsammans med sin mor Jessalynn Siwa. År 2016 utkom hon med singeln och för "Boomerang" som följdes upp av "Kid in a Candy Store" 2017. Siwa har en populär Youtubekanal. Hon har medverkat i TV-program som Masked Singer (2020) och Dancing with the Stars (2021). Siwa har även verkat som skådespelare och 2021 spelade hon huvudrollen i långfilmen The J Team som en fiktiv version av sig själv.
Sedan 2022 är hon en av domarna i dansserien So You Think You Can Dance.
JoJo Siwa fanns med på Time:s årliga lista över de 100 mest inflytelserika personerna i världen 2020.